# 藤森睿
藤森 睿（ふじもり さとる、1903年 <明治36年> 12月8日 - 1984年 <昭和59年> 8月30日）は日本の政治家。青森県弘前市長。位階は正五位。勲三等瑞宝章。

## 来歴
青森県弘前市出身。青森県立弘前中学校（現・青森県立弘前高等学校）を経て、東洋大学倫理学東洋文学科卒。卒業後は青森県立青森高等女学校（現・青森県立青森高等学校）、青森県女子師範学校（現・弘前大学）、青森県立五所川原高等女学校（現・青森県立五所川原高等学校）の各教諭となり、五所川原高等女学校、青森高等女学校の各校長となる。1946年に青森県庁に入り、県視学官、教育、人事の各課長、民生部長を歴任し、1954年、弘前高校校長となり、教育現場に復帰した。1956年、弘前市長岩淵勉が死去、その後継を決める市長選挙に立候補して当選した。弘前市長を5期20年務め、1976年に退任。1984年に死去した。

## 栄典
- 1976年春の叙勲で勲三等瑞宝章を受章[4]
- 死没日付をもって従六位から正五位に進階[5]